# Тьыт
Тьыт, тит (вьет. người Chứt) — подгруппа этнических общностей во Вьетнаме (в основном в провинции Куангбинь), численностью 6,5 тыс. человек. Тьытьская подгруппа языков относится к вьетской группе австроазиатской семьи. Живут земледелием, охотой и собирательством.

## История
Предположительно тьыт — потомки обособившихся изолированных групп древних вьетов. Тьыт сохраняют многие особенности древнего австроазиатского субстрата. Они помнят свою историю настолько же давно, насколько вьеты.
Тьыт мигрировали из горных районов провинций Куангбинь и Хатинь. Исследовавшие тьыт А. Шон и Т. Гиньяр описывали этот народ так:

Крайне стыдливы, убегают от взглядов иностранцев; ни мужчины, ни женщины не носят одежды, покрывая тело листьями, для сна роют укрытия или ночуют под навесами. Едят древесную муку, креветок и рыбу, собирают дикие плоды. У взрослых мужчин и женщин длинные волосы.
Оригинальный текст (вьет.)Hết sức nhút nhát, hễ thấy người lạ thì lập tức lẩn trốn. Họ không có quần áo, nam nữ đều che mình bằng vỏ cây sui, ngủ chung lẫn lộn trong hang hoặc trong lều. Họ ăn bột cây nhúc và săn bắt tôm cá, thú nhỏ trong rừng. Cả nam và nữ đều búi tóc đằng sau.

Во время французского колониального владычества тьыт называли салаванг (Xá lá vàng). Народность шать испытала активное влияние вьетов.
Народность рук была обнаружена во Вьетнаме в 1959 году. В 2009 году их насчитывалось около 600 человек.

## Численность
Согласно переписи 1999 года, на первое апреля во Вьетнаме проживало 3829 человек тьытской этнической группы, в том числе рук (Rục), шать (Sách), арем (A rem), май (Mày), мальенг (Mã liềng), туванг (Tu vang), паленг (Pa leng), селанг (Xe lang), тохунг (Tơ hung), тяку (Cha cú), таккык (Tắc cực), умо (U mo), салаванг (Xá lá vàng).
Расселение по экономическим зонам и административным единицам:
- Центрально-северный регион Вьетнама[англ.] (Bắc Trung Bộ) — 3628 человек:
  - Куангбинь — 3434 человека,
  - Хатинь — 190 человек,
  - Тхыатхьен-Хюэ — 4 человека;
- Плоскогорье Тэйнгуен (Tây Nguyên) — 170 человек:
  - Даклак — 163 человека,
  - Ламдонг — 4 человека,
  - Зялай — 3 человека;
- Дельта Хонгхи[англ.] (Đồng bằng sông Hồng) — 17 человек:
  - Хатэй[вьет.] — 11 человек,
  - Ханой — 4 человека,
  - Хынгйен — 1 человек,
  - Ниньбинь — 1 человек.
- Южный центральный берег[англ.] (Nam Trung Bộ Việt Nam) — 9 человек:
  - Куангнгай — 5 человек,
  - Дананг — 4 человека;
- Юго-западный регион[англ.] (Đông Nam Bộ) — 3 человека:
  - Биньфыок — 1 человек,
  - Биньтхуан — 1 человек,
  - Бариа-Вунгтау — 1 человек.

В 2003 году число тьыт уменьшилось до 3787 человек. Согласно переписи 2009 года, во Вьетнаме проживало 6022 представителя этой народности.
В Лаосе проживает около 200 тьыт.

## Язык
Тьытская подгруппа языков активно изучается лингвистами. Она близка к вьетнамскому; профессор Чан Чи Зой (Trần Trí Dõi) говорил, что тьытьские языки «сохранились на более ранней стадии развития, чем вьетнамский» (bảo tàng lưu giữ các giai đoạn phát triển của tiếng Việt).
Тьыт часто носят фамилии Као (Cao) и Динь (Đinh).

## Основные занятия
Основными занятиями тьыт были охота, примитивное рыболовство и собирательство; с середины XX века они начали переходить к подсечно-огневому земледелию и разводить домашнюю птицу. Основные сельскохозяйственные культуры — рис, кукуруза, таро, батат, табак. Рацион состоит из риса с варёными дикими фруктами и овощами, улитками и рыбой.

## Социальная организация
Тьыт с недавних пор ведут оседлый образ жизни, но при этом строят временные дома или живут в пещерах на склонах гор. Поселения часто разрозненные. Народность шать возделывает рис, а арем и рук сажают огороды. Сохраняются пережитки родового строя и развитый культ предков. Верят в духов леса, весны, домашнего очага, Шэнь-нуна. Каждый род имеет своего вождя и алтарь для поклонения общему предку.

### Культура
Народная музыка имеет жанры катым (Kà-tưm), калень (Kà-lềnh). Мужчины и женщины играют на свирелях, губных орга́нах.
Разводов в браках нет. Свадьба начинается в доме невесты. Молодым дарят свиней, кур, мясо обезьян.
На похоронах, продолжающихся два-три дня, трапеза скромная, вегетарианская. Финалом является шествие к месту погребения. Надгробий нет, могилы маленькие. Спустя три дня после погребения, вождь проводит церемонию призвания души умершего, чтобы она поселилась у алтаря в доме вождя.